# Longitarsus exsoletus
Longitarsus exsoletus  (лат.) — вид листоедов (Chrysomelidae) из подсемейства козявок (Galerucinae). Распространён от западной части Палеарктики на восток до Таджикистана. Взрослые жуки и их личинки питаются листьями бурачниковых (Boraginaceae): чернокорня лекарственного (Cynoglossum officinale) и синяка обыкновенного (Echium vulgare).

## Вариетет и подвиды
- вариетет: Longitarsus exsoletus var. arctulus Weise, 1893
- подвид: Longitarsus exsoletus exsoletus (Linnaeus, 1758)[2]
- подвид: Longitarsus exsoletus megaloleucus (Allard, 1860)[2]
- подвид: Longitarsus exsoletus rufulus (Foudras, 1859)[2]